# Danilo
Danilo ist ein männlicher Vorname.

## Herkunft und Bedeutung
Der Name entspricht dem Vornamen Daniel mit der aus dem Hebräischen stammenden Bedeutung Gott sei mein Richter (דניאל). Bei den Südslawen hingegen wird er aus dem Wort dan (dt. Tag) und dem Suffix -ilo gebildet.
Danilo ist besonders im südslawischen und italienischen Sprachraum, jedoch auch in Spanien und Portugal verbreitet. In Deutschland kommt Danilo seit den 1960er Jahren vor.

## Namenstag
Namenstag ist der 21. Juli.

## Varianten
- Danilow
- Danilkow
- Dani (Name)

## Namensträger

### Vorname
- Danilo Alvim (1920–1996), brasilianischer Fußballspieler
- Danilo S. Balete (1960–2017), philippinischer Zoologe und Biologe
- Danilo Cataldi (* 1994), italienischer Fußballspieler
- Danilo D’Ambrosio (* 1988), italienischer Fußballspieler
- Danilo Gallinari (* 1988), italienischer Basketballspieler
- Danilo Häußler (* 1975), deutscher Profiboxer
- Danilo Heredia (1926; † unbekannt), venezolanischer Radrennfahrer
- Danilo Hondo (* 1974), deutscher Radrennfahrer
- Danilo Ikodinović (* 1976), serbischer Wasserballspieler
- Danilo Kiš (1935–1989), serbischer Autor
- Danilo Lagbas (1952–2008), philippinischer Politiker
- Danilo Lazović (1951–2006), serbischer Schauspieler
- Danilo Di Luca (* 1976), italienischer Radrennfahrer
- Danilo Majstorović (* 2001), serbischer Leichtathlet
- Danilo Maldonado (* 1983), kubanischer Graffiti-Künstler und Dissident
- Danilo Martelli (1923–1949), italienischer Fußballspieler
- Danilo Matzke (* 1963), deutscher Entomologe
- Danilo Medina (* 1951), dominikanischer Politiker, gewählter Präsident der Dominikanischen Republik
- Danilo Napolitano (* 1981), italienischer Radrennfahrer
- Danilo Pereira (* 1991), portugiesischer Fußballspieler
- Danilo Pérez (* 1965), panamaischer Jazz-Pianist
- Danilo Petrović (* 1992), Tennisspieler
- Danilo Petrucci (* 1990), italienischer Motorradrennfahrer
- Danilo Pinnock (* 1983), US-amerikanischer Basketballspieler
- Danilo Popivoda (1947–2021), jugoslawischer Fußballspieler
- Danilo Radović (* 2000), serbischer Handballspieler
- Danilo Soares (* 1991), brasilianischer Fußballspieler
- Danilo Soddimo (* 1987), italienischer Fußballspieler
- Danilo Turcios (* 1978), honduranischer Fußballspieler
- Danilo Türk (* 1952), slowenischer Jurist, Diplomat und Politiker (Staatspräsident)
- Danilo Wyss (* 1985), Schweizer Radrennfahrer

### Spielername
- Danilo (Fußballspieler, 1986) (Danilo Cirino de Oliveira; * 1986), brasilianischer Fußballspieler
- Danilo (Fußballspieler, 1991) (Danilo Luiz da Silva; * 1991), brasilianischer Fußballspieler
- Danilo (Fußballspieler, 1996) (Danilo Barbosa da Silva; * 1996), brasilianischer Fußballspieler
- Danilo (Fußballspieler, 1999) (Danilo Pereira da Silva; * 1999), brasilianischer Fußballspieler
- Danilo (Fußballspieler, 2001) (Danilo dos Santos de Oliveira; * 2001), brasilianischer Fußballspieler
- Danilo Clementino (Emmanuel Danilo Clementino Silva; * 1982), äquatorialguineischer Fußballspieler

### Würdenträger und Herrscher
- Danilo I., Vladik Danilo, erster Bischof (1697–1735) aus der Familie Petrović
- Danilo II. Petrović-Njegoš, Fürstbischof (1851–1852) und Fürst (1852–1860) von Montenegro
- Danilo III. Petrović (1871–1939), Kronprinz von Montenegro

### Fiktive Namensträger
- Graf Danilo (Danilowitsch), Rolle aus der Lustigen Witwe von Lehár.